# Xiao (flûte)
Pour les articles homonymes, voir xiāo.

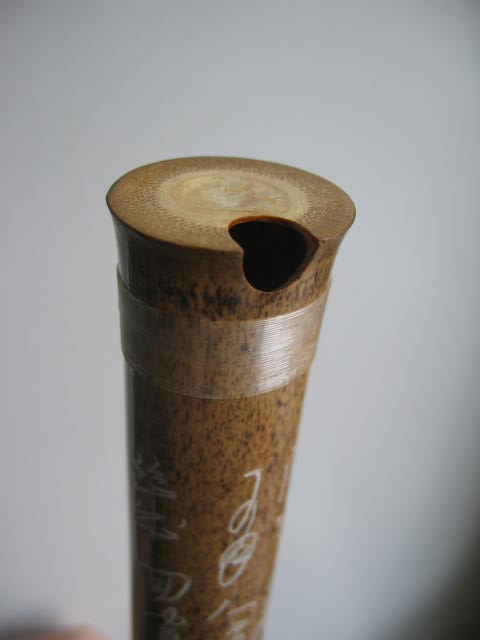

La xiao (chinois simplifié : 箫 ; chinois traditionnel : 簫 ; pinyin : xiāo) est une flûte à encoche chinoise en bambou. Elle est l'ancêtre du shakuhachi japonais. Le nom xiāo dans l'antiquité a d'abord désigné la flûte de Pan, appelée par la suite paixiao 排簫 pour la distinguer de la flûte à encoche, appelée pour préciser dongxiao (洞箫, dòngxiāo « flûte à extrémité ouverte »). Cette flûte fut autrefois également appelée shùdí (竖笛 / 豎笛, « flûte verticale »). 
La variante courte, appelée duanxiao (短箫 / 短簫, duǎnxiāo « flûte courte ») est exportée en Corée au XIXe siècle, où le nom est prononcé danso (coréen : 단소, hanja : 短簫 ou tanso).
La variante dongxiao (洞箫, dòngxiāo) est l'un des instruments du Nanyin des peuples de culture Minnan, une musique classée par l'UNESCO au Patrimoine culturel immatériel de l’humanité.

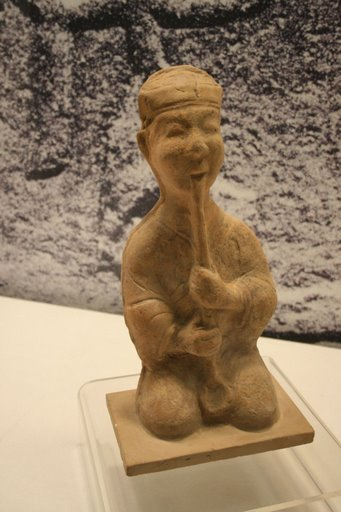
Statuette de joueur de xiao, dynastie Han orientaux (23 – 220)

## Facture

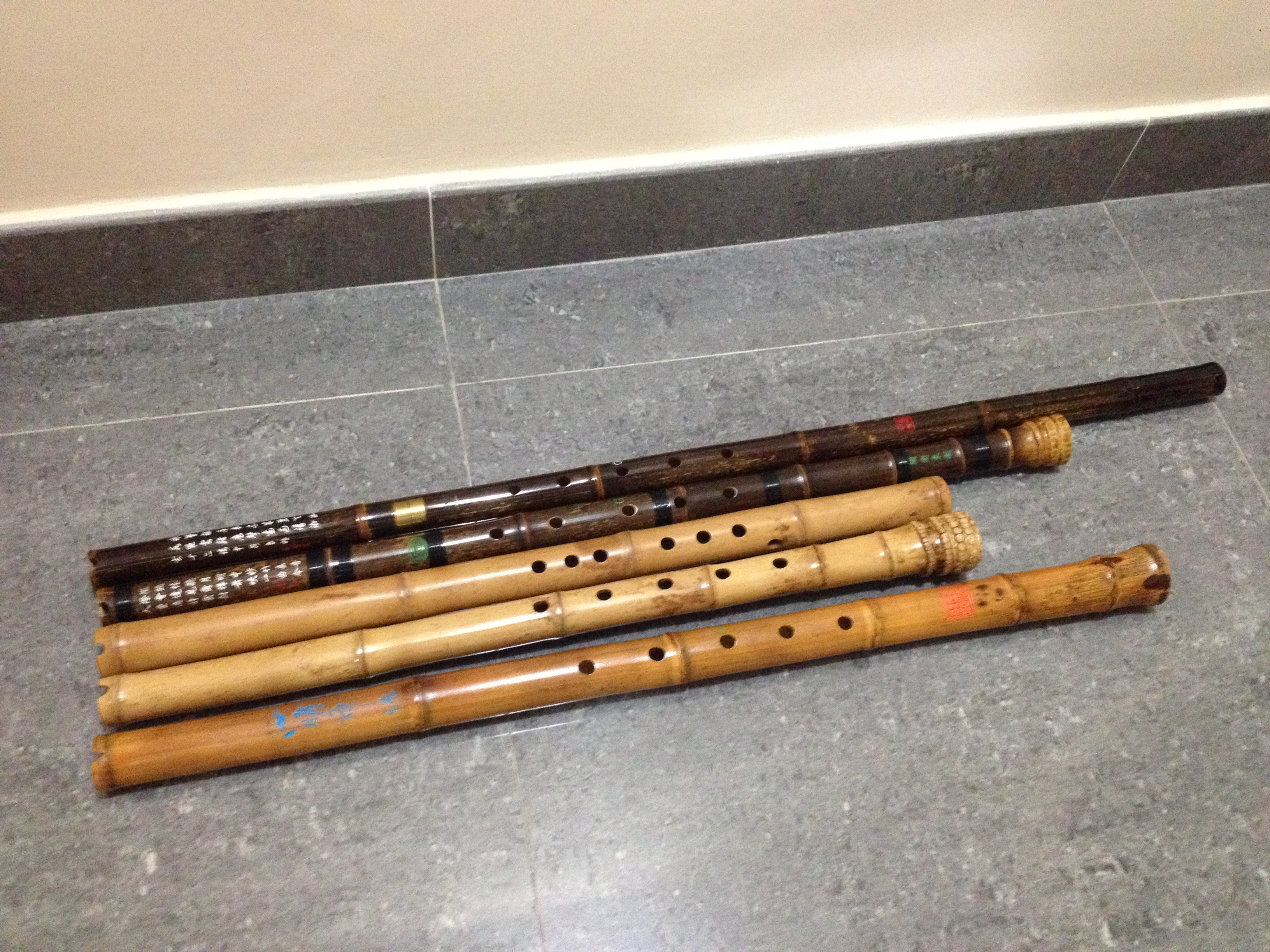
Qinxiao (琴蕭/琴萧) et dongxiao (洞蕭/洞萧)

Percée de 6 ou 8 trous de jeu, plus 2 à 4 trous d'accord, elle donne une gamme diatonique majeure à laquelle viennent s'ajouter deux altérations sur les modèles à 8 trous. Elle est en do (la note plus basse, obtenue en bouchant tous les trous) surtout pour accompagner le guqin 古琴. Pour les autres répertoires, la xiao est généralement en ré, bien qu'il existe aussi des xiaos dans des tons moins communs. La xiao traditionnelle a six trous de jeu tandis que la version améliorée en comporte huit. Les trous additionnels n'étendent pas le registre de l'instrument mais rendent plus aisé le mi bémol sur la flûte en do.